# Hōjō Ujimasa
Hōjō Ujimasa (北条氏政?   1538 - 10 de agosto de 1590) fue el cuarto líder del clan Hōjō y daimyō de Odawara. Estuvo presente en muchas batallas y finalmente se retiró en 1590. Su hijo, Hōjō Ujinao, se convirtió en el líder del clan y señor de Odawara pero más tarde en ese mismo año falló en defender el castillo de las fuerzas de Toyotomi Hideyoshi durante el asedio de Odawara. Ujimasa fue obligado a cometer seppuku.